# توفيق طه
توفيق طه مذيع أردني من اصل فلسطيني ولد في مدينة نابلس في 22 يونيو 1956 يعمل كمذيع أخبار في قناة الجزيرة وعمل قبلها في قناة أبو ظبي.